# Мигел, Карлуш
Карлуш Мануэл Соареш Мигел (порт. Carlos Manuel Soares Miguel; род. 1957 г.) — португальский юрист и политик, занимающий пост заместителя министра регионального развития во втором кабинете премьер-министра Антониу Кошты. Ранее он был государственным секретарем по местному самоуправлению в первом кабинете Кошты и мэром Торриш-Ведраша. Первый представитель цыганской национальности, ставший членом кабинета министров Португалии.

## Образование и карьера
Мигел родился в Торриш-Ведраше в 1957 году в семье цыганского отца и нецыганской матери.
Он окончил юридический факультет Лиссабонского университета в 1982 году, получив специальность в области юридических и экономических наук. Он проработал юристом семнадцать лет, до 2001 года. В своем родном городе Торриш-Ведраш он был олдерменом, председателем муниципальной ассамблеи, заместителем мэра и, наконец, мэром, занимая эту должность с 2004 по 2015 год.
Мигел был председателем административного совета муниципальной компании по водоснабжению и санитарии, членом административного совета Агуас-ду-Оэсте, председателем генеральной ассамблеи Валорсул, президентом межмуниципального сообщества региона Оэсте и членом Консультативного органа по интеграции цыганских общин Португальской Верховной комиссии по делам миграции.